# Калашников, Дмитрий Михайлович
Дмитрий Михайлович Калашников (1781—1845) — архитектор, академик архитектуры Императорской Академии художеств.

## Биография
Воспитанник, а затем учащийся Императорской Академии художеств (1788—1803). Получил медали Академии художеств: малая серебряная (1800), малая золотая медаль (1802) за программу «Медико-Хирургическая Академия», большая золотая медаль имени M. И. Муравьёва (1804) за «эскиз надгробного памятника академику Лепёхину», большая золотая медаль (1805) за программу «Представить большой публичный театр и отдельный корпус». Получил аттестат 1-й степени со шпагой (1803) и был оставлен при Академии художеств. Пенсионер Академии художеств за границей (1808–1811). За время пребывания в зарубежной командировке получил от Римской Академии искусств звание академика (1811) за проект «публичного театра с тремя окружающими цирками — для конских ристалищ, звериной охоты и морских игр, с корпусами и садами». Был причислен (1811) адъюнкт-профессором к архитектурному классу Академии художеств в помощь профессорам. Получил звание академика (1813) за проект «загородного увеселительного дома».
Калашникову вместе с Мельниковым была поручена программа для представления Государю Императору — плана и нового фасада для Демидовского училища высших наук в Ярославле, применительно с пространством и внутренним расположением старого дома и новой пристройки. Получил должность (1812) архитектора при Адмиралтействе, с оставлением Академии художеств. Получил звание академика (1813) за проект «загородного увеселительного дома». В 1816 году просился на место архитектора при Казанском университете; дальнейшая судьба его неизвестна.